# Mikrodeletionssyndrom Xp22.3
Das Mikrodeletionssyndrom Xp22.3 ist eine sehr seltene angeborene Form einer Erbgutschädigung mit Verlust genetischen Materials am X-Chromosom (Mikrodeletionssyndrom). Hauptmerkmale sind Ichthyose (Schuppenflechte), Kleinwuchs, Hypogonadotroper Hypogonadismus (Keimdrüsenunterfunktion).
Synonyme sind: Del(X)(p23); Xp22.3 microdeletion syndrome

## Verbreitung
Die Häufigkeit ist nicht bekannt, die Vererbung erfolgt X-chromosomal rezessiv, sofern es sich nicht um Spontandelektionen handelt.

## Ursache
Der Erkrankung liegen Mikrodeletionen im STS-Gen auf dem X-Chromosom Genort p22.31 zugrunde, welches für die Steroid sulfatase kodiert, die an der Regulation der Permeabilitätsschranke und der Desquamation der Haut beteiligt ist.
Isolierte Deletion dieses Genes führt zur X-chromosomalen Ichthyose. Beim vorliegenden Mikrodeletionssyndrom sind weitere, angrenzende Gene mit betroffen, so dass es zu den Contiguous gene syndromen gehört.

## Klinische Erscheinungen
Abhängig von der Länge der Deletion und den betroffenen Genen ist das klinische Bild sehr unterschiedlich. Hauptmerkmale sind:
- Ichthyose
- meist nur leichte geistige Beeinträchtigung
- Kallmann-Syndrom
- Kleinwuchs
- Chondrodysplasia punctata
- okulärer Albinismus
- Epilepsie

Hinzu können Aufmerksamkeitsdefizit oder Hyperaktivität, Autismus und Schwierigkeiten bei der sozialen Kommunikation kommen.